# Municipio de Tonalá (Chiapas)
El municipio de Tonalá es uno de los 124 municipios que componen el estado de Chiapas. Su cabecera municipal es la ciudad de Tonalá.

## Toponimia
La palabra en náhuatl significa "Lugar Caluroso", de tonali, calor y lan, idea de abundancia.